# Zabuże (rejon szeptycki)
Zabuże (ukr.  Забужжя Zabużżia) – wieś na Ukrainie, w obwodzie lwowskim, w rejonie szeptyckim. W 2001 roku liczyła 1336 mieszkańców.
Do 2024 w  rejonie czerwonogrodzkim.
Do 1939 Zabuże stanowiło lewobrzeżną część Sokala w powiecie sokalskim, w województwie lwowskim. Podczas II wojny światowej Sokal przecięła granica niemiecko-sowiecka, przez co Zabuże (oraz sąsiednia Żwirka) stało się wsią i gromadą w gminie Krystynopol w Landkreis Hrubieszów w dystrykcie lubelskim w Generalnym Gubernatorstwie. Po wojnie pozostało przy gminie Krystynopol w powiecie hrubieszowskim w województwie lubelskim (Sokal odpadł do ZSRR). Po wojnie Zabuże – mimo  położenia w gminie Krystynopol – było równocześnie eksterytorialną siedzibą gminy Chorobrów. W Polsce pozostało aż do 15 lutego 1951 roku, kiedy to polską Sokalszczyznę Związkowi Radzieckiemu w ramach umowy o zamianie granic z 1951 roku (weszło w skład nowo utworzonego rejonu zabuskiego w Ukraińskiej SRR).